# 크리스토페르 본 우케르만
크리스토페르 본 우케르만(Christopher von Uckermann, 1986년 10월 21일 ~ )은 멕시코의 배우이다.